# Gala Fairydean Rovers
Der Gala Fairydean Rovers Football Club ist ein schottischer Fußballverein aus Galashiels in den Scottish Borders. Der Verein spielt in der Lowland Football League.

## Geschichte
Die Gala Fairydean Rovers wurden erstmals 1894 gegründet, teilten sich jedoch 1907 in einen semiprofessionellen Klub Gala Fairydean und Gala Rovers als Amateurmannschaft. Aufgrund des Ersten Weltkriegs kam 1914 jeweils der Spielbetrieb zum Erliegen. Während Gala Fairydean 1919 wieder den Spielbetrieb aufnahm und 1923 Gründungsmitglied der East of Scotland Football League wurde, reformierte sich die Gala Rovers erst 1947. Im Lauf der Zeit bewarb sich Gala Fairydean, das acht Mal die Meisterschaft der East of Scotland Football League gewann, mehrfach erfolglos um die Aufnahme in die Scottish Football League. Mehrfach gewann der Klub zudem den Scottish Qualifying Cup, der zur Ermittlung von Teilnehmern am Scottish FA Cup außerhalb der Scottish Football League eingeführt worden war. Die Gala Rovers gewannen während dieser Zeit insgesamt 13 Mal die Border Amateur Football League.
2013 schlossen sich Gala Fairydean und die Gala Rovers zusammen, der Fusionsverein übernahm den seinerzeitigen Gründungsnamen. Der Klub nahm an der auf Betreiben der Scottish Football Association neu gegründeten Lowland Football League teil, die zur Straffung der Ligapyramide unterhalb der Scottish Football League als neue höchste Spielklasse eingeführt wurde. 

## Stadion

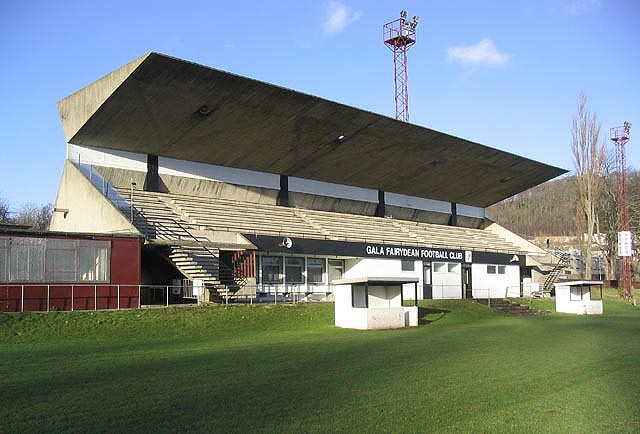
Haupttribüne des Netherdale-Stadions (2007)

Die Gala Fairydean Rovers spielten zunächst im Eastlands Park, zeitweise traten sie in den 1920er Jahren im Cricketstadion Mossilee an. Seit 1929 nutzen sie das Netherdale gemeinsam mit dem Rugbyverein Gala RFC, der dort seit 1912 beheimatet ist. Das zwischen 1963 und 1964 unter Leitung des Architekten Peter Womersley komplett neu gebaute Stadion bietet bei Fußballspielen zirka 2000 Zuschauern Platz.

## Erfolge
- Meisterschaft der East of Scotland League (1923 bis 1987) bzw. East of Scotland Premier Division (seit 1987): 1960/61, 1961/62, 1963/64, 1964/65, 1965/66, 1968/69, 1988/89, 1990/91
- East of Scotland Cup: 1960/61, 1987/88, 2021/22
- East of Scotland League Cup: 1968/69, 1993/94